# Vänsterpartiet
För andra betydelser, se Vänsterpartiet (olika betydelser).
Vänsterpartiet (V) är ett svenskt parti som enligt sitt partiprogram skall verka för socialism, feminism och antirasism på ekologisk grund. På partiets valsedlar anges partibeteckningen Vänsterpartiet. Partiledare är sedan den 31 oktober 2020 Nooshi Dadgostar.
Vänsterpartiet antog sitt nuvarande namn 1990 som ersatte det tidigare Vänsterpartiet Kommunisterna som använts från 1967, dessförinnan Sveriges Kommunistiska Parti från 1921 och Sveriges socialdemokratiska vänsterparti från 1917. Vänsterpartiet har, likt socialdemokraterna, sitt tidiga ursprung i den socialistiska arbetarrörelsen. Bolsjevikernas maktövertagande i Ryssland 1917 innebar grundandet av den kommunistiska världsrörelsen och den svenska arbetarrörelsen delades därmed i en reformistisk och en revolutionär del. I Sverige har den kommunistiska delen av arbetarrörelsen historiskt varit relativt svag medan socialdemokraterna, i jämförelse med andra länder, har varit starka. Socialdemokraterna har historiskt betraktat Vänsterpartiet som splittrare av arbetarrörelsen och har i perioder stött sig på deras passiva stöd i riksdagen.
Mellan 1998 och 2006 agerade Vänsterpartiet tillsammans med Miljöpartiet stödparti till den socialdemokratiska minoritetsregeringen. Inför riksdagsvalet i Sverige 2010, mellan december 2008 och den 26 oktober 2010, samarbetade partiet tillsammans med Socialdemokraterna och Miljöpartiet som De rödgröna. Från riksdagsvalet 2014 till 2019 samarbetade Vänsterpartiet med Regeringen Löfven, bestående av Socialdemokraterna och Miljöpartiet, om budgeten. Detta samarbete upphörde med januariavtalet 2019.
Partiet är det fjärde största i riksdagen, med 24 mandat av 349, efter att ha fått 6,75 procent av rösterna i riksdagsvalet 2022.

## Ideologi
Vänsterpartiet ser sig som en del av den internationella arbetar-, kvinno- och fredsrörelsen och baserar sin politik på två teoretiska grundpelare – socialism och feminism på ekologisk grund. Partiet ser de marxistiska och feministiska analysverktygen som viktiga för sin politik. Vänsterpartiet är kritiskt till vad man menar är den kapitalistiska marknadsekonomins oförmåga att kunna tillgodose människans behov, därför vill man avskaffa kapitalismen men även det man kallar för patriarkatet till förmån för ett jämlikt socialistiskt samhälle. Vänsterpartiet sammanfattar målet för sin politik på följande sätt: att förverkliga ett samhälle grundat på demokrati, jämlikhet och solidaritet, ett samhälle befriat från klass-, köns- och etniskt förtryck, ett rättvist och ekologiskt hållbart samhälle där kvinnor och män bygger sin egen framtid i frihet och samverkan.
Feminism som begrepp introducerades i partiprogrammet 1997, men man anser sig alltid ha arbetat för att stärka kvinnors rättigheter. Vänsterpartiet vill skapa ett samhälle baserat på en socialistisk och feministisk grund.

## Politiskt program

### Ekonomi och skatter
Vänsterpartiet förespråkar en stor offentlig sektor som bygger på höjda skatter för framför allt höginkomsttagare och storföretag, samt på kapital. De vill att skattepolitiken ska omfördela resurser från de rikaste till de fattigaste. De vill att inkomster oavsett källa ska skattas likadant, det vill säga att arbetsinkomster och inkomster från exempelvis a-kassa ska beskattas på samma sätt.

### Europeiska unionen
Vid folkomröstningen om EU-medlemskap i Sverige 1994 argumenterade Vänsterpartiet mot den Europeiska unionen. Vid partikongressen i maj 2024, slopade de dock kravet på EU-uträde. De slog därmed följe med Miljöpartiet och Sverigedemokraterna som slopade sina utträdeskrav år 2008 respektive 2019. Det betyder att alla svenska partier utom några småpartier nu förespråkar svenskt EU-medlemskap.
Inför EU-valet 2024 påtalade Vänsterpartiet att "EU påverkar ditt liv varje dag. Allt ifrån hur hög din elräkning är, hur långa dina arbetspass får vara till om tåget kommer i tid påverkas av lagar och riktlinjer från EU." Under valkampanjen var deras sex viktigaste EU-frågor en stark välfärdsstat, klimatet, bra löner och arbetsmiljö, internationell brottslighet, demokrati och fred.

### Näringsliv och arbetsmarknad
Vänsterpartiet driver frågan om arbetstidsförkortning genom sex timmars arbetsdag med bibehållen lön.

### Välfärd och äldreomsorg
Vänsterpartiet vill förbjuda vinster i välfärden och menar att välfärdsresurser skall fördelas efter behov.

## Historia

### Sammanfattning
Vänsterpartiet bildades 1917 av vänsteroppositionen inom Socialdemokratiska arbetarepartiet (SAP) samt merparten av dess dåvarande  ungdomsförbund, Socialdemokratiska Ungdomsförbundet (SDUF). Högerfalangen inom ungdomsförbundet som leddes av Per Albin Hansson lämnade förbundet till förmån för moderpartiet, och var med i bildandet av ett nytt ungdomsförbund, nuvarande Sveriges Socialdemokratiska Ungdomsförbund (SSU). Detta kom av en strid mot SAP:s partilednings ultimatum om total lojalitet genom bland annat den så kallade munkorgsstadgan som vänsterfalangen och ungdomsförbundet kritiskt menade var till för att tysta oppositionen inom partiet. Det nya partiet som bildades genom partisplittringen, Sveriges socialdemokratiska vänsterparti (SSV), var senare med och grundade Komintern 1919. Partiet kantades inledningsvis av häftiga falangstrider och medlemmar uteslöts eller lämnade partiet, för att bilda nya socialistiska förbund. Under tiden i Komintern styrdes partiet av det sovjetiska kommunistpartiet, som då i Sverige sågs som landets främsta politiska fiende.
Vid bildandet av samlingsregeringen 1939 hölls partiet, dåvarande Sveriges kommunistiska parti, utanför tillsammans med Socialistiska partiet. Efter valet 1940, då Socialistiska partiet förlorade sin riksdagsrepresentation, blev Vänsterpartiet det enda riksdagsparti som stod utanför regeringen under resten av andra världskriget. Trots att partiet aldrig ingick i något regeringssamarbete kunde SAP tillgodoräkna sig Vänsterpartiets parlamentariska stöd. Även efter att Komintern upplöstes var partiet nära knutet till Sovjetunionen, något som ändrades först på 1960-talet med en förnyelse av partiledningen, en utveckling som fortsatte under 1970-talet efter intryck av eurokommunismen, då partiet blev mer självständigt och det första kommunistiska partiet att principiellt acceptera politisk demokrati. Partiet fortsatte emellertid kontakterna med ett flertal socialistiska folkrepubliker ända tills järnridån föll 1989 och Sovjetunionen kollapsade 1991.
Därefter under 1990-talet kom partiet att reformeras av de så kallade "förnyarna" och kom att beteckna sig som ett socialistiskt, feministiskt och miljötänkande parti, snarare än kommunistiskt, med aktivt samarbete med de socialdemokratiska regeringarna. I början av 2000-talet led "förnyarna" något av ett nederlag i maktkampen med de så kallade "traditionalisterna", vilket ledde till att "förnyarna" bildade Vägval Vänster. Under 2010-talet närmade sig partiet Miljöpartiet och Socialdemokraterna, först inom det rödgröna samarbetet och sedan i budgetsamarbete, samtidigt som traditionalisterna marginaliserades och förnyarna återtog kontrollen.

### Föregångare
De europeiska socialdemokratiska organisationerna var anslutna till den socialistiska Andra internationalen som bildades 1889. Man bildade de första fackförbunden och kämpade för allmän och lika rösträtt. Internationella arbetarrörelsen splittrades när första världskriget bröt ut 1914 då man inte uppnådde en enad front mot kriget.
Arbetarrörelsen hade nu en skiljelinje mellan reformister, som i flera nationer ingick i nationella regeringar och förespråkade socialism med reformer, medan de revolutionära menade att man skulle fortsätta med den socialistiska revolutionen. De revolutionära falangerna började nu kalla sig kommunister.

### Sverges socialdemokratiska vänsterparti (1917)
I Sverige kom splittringen i Socialdemokratiska arbetarepartiet (SAP) 1917. Vänsteroppositionen, som inspirerades av Lenins bolsjeviker och frihetliga socialister, ansåg att partiet hade gått för långt åt höger. På den tionde partikongressen som hölls i februari inledde partiordföranden, Hjalmar Branting, med att det skulle bli "en uppgörelsens dag". Vänsteroppositionen uteslöts och nästan samtliga medlemmar i ungdomsförbundet, Socialdemokratiska Ungdomsförbundet (SDUF), anslöt sig till den revolutionära organisationen. Den nya gruppen bildade Sverges socialdemokratiska vänsterparti (SSV) 13 maj 1917. De ledande initiativtagarna var bland andra Ture Nerman, Kata Dalström, Carl Lindhagen, Karl Kilbom, Zeth Höglund och Fredrik Ström. De tre sistnämnda deltog på den kommunistiska internationalens kongresser där bland andra Vladimir Lenin och Lev Trotskij deltog.

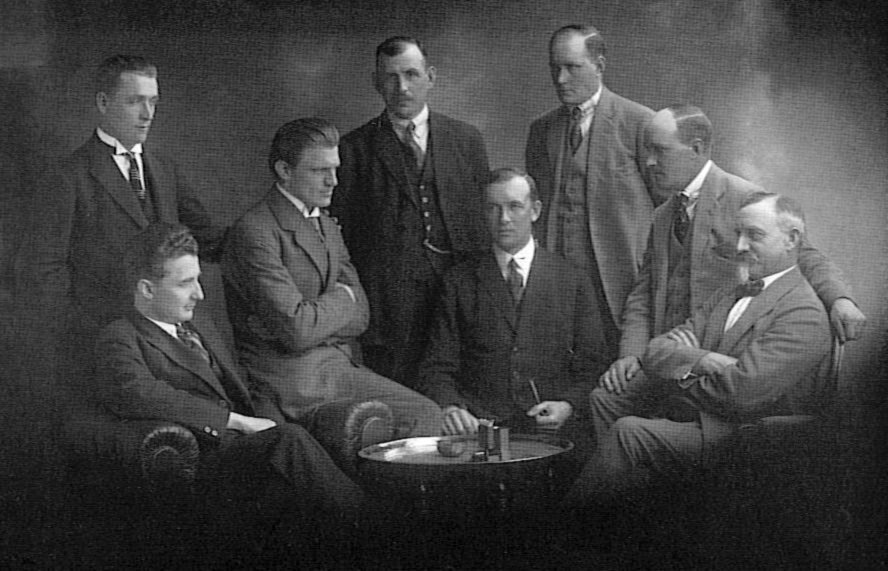
Den första kommunistiska riksdagsgruppen i Andra kammaren 1922. Stående från vänster: Viktor Herou, Verner Karlsson, Jonas Dahlén. Sittande från vänster: Karl Kilbom, August Spångberg, Helmer Molander, Carl Winberg.

SSV intog en antimilitaristisk och internationell hållning. Tillsammans med andra vänstersocialistiska partier var man med och grundade Tredje internationalen (Komintern) 1919. De ryska bolsjevikerna som i oktoberrevolutionen tagit makten och bildat Sovjetryssland blev ledande parti. 

### Sveriges kommunistiska parti (1921)
År 1921 bytte SSV namn till Sveriges kommunistiska parti (SKP) och anammade Kominterns 21 teser. När detta skedde bröt sig en grupp reformister ledda av Ivar Vennerström ur partiet och tog med sig namnet till det av dem startade Sveriges socialdemokratiska vänsterparti. År 1924 bröt sig ännu en minoritet ut ur partiet tillsammans med ledargestalterna Zeth Höglund och Fredrik Ström efter en dispyt med Kominterns ordförande Grigorij Zinovjev och den ökande centraliseringen i Komintern.
År 1926 organiserade SKP en fackföreningskonferens med ledamöter som representerade 80 000 arbetare.

### Partisplittring (1929)
År 1929 kom den största splittringen i partiets historia då Karl Kilbom och större delen av medlemmarna uteslöts av Komintern, och flera medlemmar lämnade partiet. Kilbom drev tillsammans med Nils Flyg och partimajoriteten ett eget SKP. Sverige hade nu ett SKP i Komintern och ett utanför. Det kominterntrogna partiet reorganiserades och leddes av Hugo Sillén och fick tre procent av rösterna i andrakammarvalet 1932 medan det gamla kommunistiska partiet som leddes av Kilbom fick 5,32 procent. Partierna kallades för enkelhetens skull efter respektive ledare; Sillénarna och Kilbomarna. 1934 bytte Kilboms parti namn till Socialistiska partiet och under 1930-talet hade det större stöd än Silléns parti, men upplöstes så småningom under 1940-talet efter att under Flygs ledning ha valt en tyskvänlig hållning under andra världskriget.

### 1930-talet

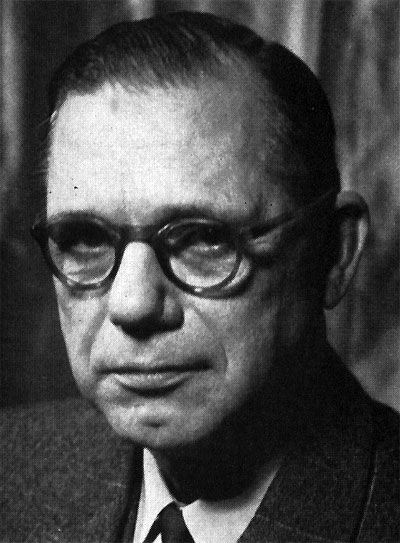
Sven Linderot, ordförande 1929–1951.

De politiska förändringarna i Europa under början av 1930-talet föranledde en kursändring i Kominterns politiska linje. Kominterns sista kongress hölls 1935 och där fastslog man en enad front med samtliga partier som motsatte sig fascism, det som kom att kallas folkfront. Det främsta samarbetet var emellertid "enhetsfronten" som enbart skulle bestå av arbetarklassen som representerades av socialistiska och kommunistiska organisationer. En del av dessa folkfronter deltog i val och bildade regering, till exempel i Frankrike och i Spanien.
Folkfronten segrade i valen som hölls 1936 i Spanien, i Frankrike satt en vänsterkoalition bestående av franska kommunistpartiet, socialistpartiet och ett radikalt socialistiskt i regeringsställning 1936–1938, likaledes i Chile 1932–1952.
Spanska inbördeskriget bröt ut 1936 när konservativa, fascistiska och nationalistiska krafter under militären Francisco Franco ledde en revolt för att krossa republikens folkfront med våld. Frivilliga internationella brigader åkte ned till Spanien för att försvara republiken, däribland uppemot 500 svenskar.

### Andra världskriget (1939–1945)
Andra världskriget var en svår period för partiet. SKP var den enda politiska kraften i Sverige som stödde den sovjetiska sidan i finska vinterkriget och var enda riksdagspartiet som inte fick sitta med i Per Albin Hanssons samlingsregering. Liksom resten av den kommunistiska rörelsen gjorde SKP 1939 analysen att kriget var ett imperialistiskt krig, en analys som i mångt och mycket präglades av Molotov–Ribbentrop-pakten som Sovjetunionen undertecknat med Tyskland.
Dessutom internerades många av partiets medlemmar i arbetsläger, som Storsien i Norrbotten, med motiveringen att de kunde tänkas planera statsfientlig verksamhet. Den 2 mars 1940 utfördes det största politiska terrordådet under 1900-talet i Sverige i och med attentatet mot partiets tidning Norrskensflamman, då redaktionen bombades av personer med anknytning till högertidningen Norrbottens-Kuriren och militären. Fem människor dog.
SKP under ledning av Sven Linderot kom starkt tillbaka i andrakammarvalet 1944 där man fick rekordhöga 10,3 procent, delvis beroende på sovjetiska arméns militära framgångar och medverkande i att befria Europa från nazism. Partiet fick därför en allt mer betydande roll i den svenska arbetarrörelsen.
Före partikongressen 1944 växte nya linjer inom partiet fram, man antog det socialdemokratiska efterkrigsprogrammet och strök begreppet proletariatets diktatur från partiprogrammet. Från och med nu skulle man inte vara lika distanserade till Socialdemokraterna och de icke-kommunistiska fackliga representanter som valdes på arbetsplatserna. Man förespråkade istället en enad arbetarrörelse.
År 1945 ledde kommunisterna metallarbetarstrejken som varade från februari fram till juli och omfattade 120 000 verkstadsarbetare.

### Efterkrigstiden (1945–1967)
Medlemsantalet inför partikongressen 1946 ökade till runt 48 000 medlemmar från 21 234 medlemmar 1940.
År 1946 fick SKP 11,2 procent i de kommunala valen.
År 1948 skedde Pragkuppen och partiets ledare ser händelserna i Tjeckoslovakien som en positiv förebild för Sveriges utveckling. Partiets ledning uttalar i en riksdagsdebatt att demokrati som styrelseskick inte har ett egenvärde.

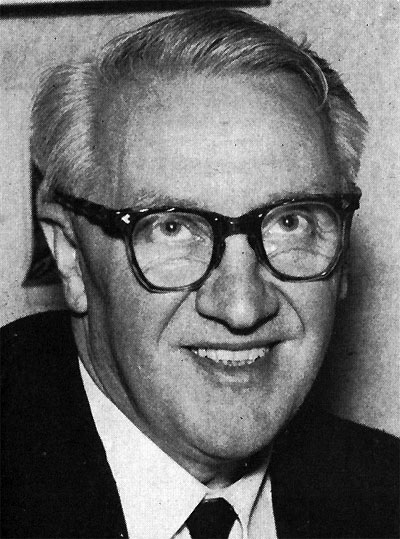
Hilding Hagberg, partiordförande 1951–1964.

Det stora inflytandet SKP fått i fackförbunden och genom metallarbetarstrejken 1945 minskade dock drastiskt när Tage Erlander på 1950-talet uttalade fackföreningarnas roll som slagfält mot kommunisterna. 1950-talet blev en nedgång för SKP. 
År 1951 blev Hilding Hagberg ny partiledare. Hagberg förde en utrikespolitik som präglades av lojalitet mot Sovjetunionen, men förespråkade ett närmande till socialdemokratin på det inrikespolitiska planet och en ideologisk utveckling för en fredlig väg till socialismen. Närmande till socialdemokratin var kontroversiellt inom SKP och ledde till intern strid. Set Persson, en av vänsterfalangens främsta företrädare, borgarråd i Stockholm fram till 1950 och medlem i partistyrelsen, kritiserade denna attityd gentemot det regerande partiet och förespråkade en hårdare linje mot socialdemokratin vid partikongressen 1953. Emellertid fick Persson kongressen emot sig och blev starkt kritiserad. I och med detta begärde han sitt utträde ur partiet, och bildade i juli 1956 Sveriges kommunistiska arbetarförbund (SKA), som förespråkade en stalinistisk linje och kritiserade Nikita Chrusjtjovs reformer i Sovjetunionen.
För att undvika att bli beroende av kommunisterna i riksdagen och ha ett bredare regeringsunderlag valde Erlander att bilda en koalitionsregering med Bondeförbundet mellan 1951 och 1957. Dock var de två koalitionspartnerna delade i frågan om pensionerna, där Socialdemokraterna stod närmare SKP. Detta ledde bland annat till en gemensam kampanj i folkomröstningen 1957 om ATP-frågan tillsammans med Socialdemokraterna för Linje 1 om allmän och obligatorisk tjänstepension finiansierad med arbetsgivaravgifter, som totalt samlade 46,4% av rösterna. Kommunisternas röster samt folkpartisten Ture Königson nedlagda röst blev avgörande vid omröstningen i Andra kammaren.
Trots att partiet tagit starkt ställning mot omsättningsskatten och att delade uppfattningar fanns inom arbetarrörelsen släpptes det socialdemokratiska förslaget fram vid de båda kammarnas gemensamma votering 1959 efter avgångshot från dåvarande statsministern Erlander och risk för ett maktskifte. Enligt kommunisterna, LO och delar av socialdemokratin skulle den nya skatten drabba arbetare. Denna skiljelinje gällande indirekt beskattning på konsumtion förblev återkommande mellan partierna trots likartade fördelningspolitiska mål, då socialdemokratin strävade efter att balansera statsbudgeten för att möjliggöra riktade insatser medan kommunisterna ansåg att den regressiva skatten drabbade personer med  begränsade ekonomiska resurser hårdast.
Under 1950-talet och en bit in på 1960-talet fick partiet ekonomiskt stöd från Sovjetunionens kommunistiska parti. De fick årligen en summa som varierade mellan 20 000 USD år 1951 till 70 000 USD år 1962, det största beloppet var 150 000 dollar år 1963 och 1964.
Partiet startade flera frontorganisationer för att indirekt kunna verka för Sovjetunionen och dess satellitstater. På ordförandeposten brukade en socialdemokrat placeras, men organisationen drevs av kommunister. Nämnas kan Svenska Fredskommittén, Förbundet Sverige–DDR och Förbundet Sverige–Sovjetunionen. År 1961 grundades dessutom resebyrån Folkturist som specialiserade sig på resor till öststaterna.

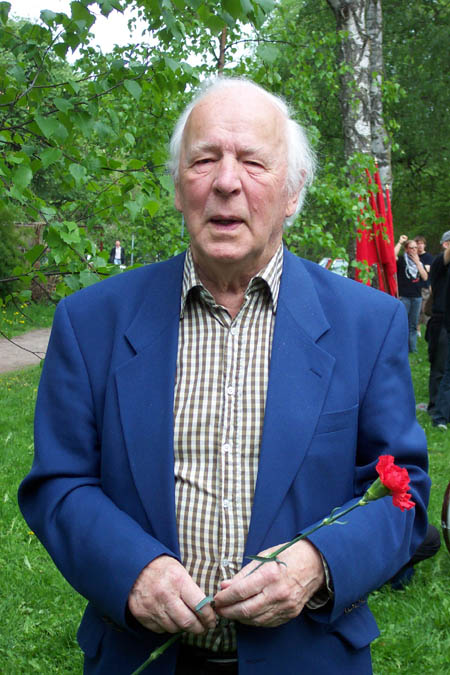
C.-H. Hermansson, ordförande 1964–1975.

1960-talet blev en förändringarnas tid för SKP. Sedan det omvälvande året 1956 med Nikita Chrusjtjovs tal där han kritiserade Josef Stalin och Ungernrevolten hade ett allt större internt missnöje växt mot partiledningens inslagna politik. Många yngre medlemmar, bland andra C.-H. Hermansson, Sture Ring, Lars Werner, Kjell E. Johanson, började reagera och krävde förändringar av partiet. Kongressen 1964 blev en seger för förnyarna i partiet. C.-H. Hermansson blev partiets ordförande och började successivt förändra partiet och fjärma sig från de stalinistiska kvarlevorna och den okritiska hållningen till Sovjetunionen. Avsikten var att göra partiet anpassat till svenska förhållanden däribland att acceptera den svenska parlamentariska demokratin fullt ut.
Med ekonomiskt stöd från direktören för Svenska Sovjetfilm AB köpte SKP 1964 det som idag är Vänsterpartiets kursgård i Syninge i Norrtälje.

### Vänsterpartiet kommunisterna (1967)
Den 16 maj 1967 bytte SKP namn till Vänsterpartiet Kommunisterna (VPK). Namnskiftet sammanträffade med att en internationellt orienterad vänstersocialism växte fram inom partiet. Det nya namnet syftade till att kompromissa mellan "traditionalisterna" och "modernisterna". Enligt Jörgen Hermansson, professor på Statsvetenskapliga institutionen vid Uppsala universitet, förhindrade omvandlingen av partiet "tillkomsten av en ny vänstersocialistisk partibildning av det slag som uppstod i Norge och Danmark".
År 1967 bröt sig en mindre grupp ut och bildade Kommunistiska Förbundet Marxist-Leninisterna (KFML), den första "ny-vänster"-organisationen i Sverige som inspirerats av maoismen. KFML splittrades i sin tur ytterligare och bytte 1973 namn till VPK:s gamla namn Sveriges kommunistiska parti.
Partiet var starkt kritiskt till det pågående Vietnamkriget och anordnade insamlingar till FNL. År 1968, ironiskt nog samtidigt som vänstervindarna blåste som starkast i Sverige, gjorde partiet ett av sina sämsta val någonsin och fick bara tre procent av rösterna. Förklaringen kan delvis bero på händelserna i Tjeckoslovakien detta år. Den Sovjetledda inmarschen i landet och krossandet av försöket att demokratisera det kommunistiska systemet i Tjeckoslovakien, hade skakat omvärlden. Hermansson tog mycket tydligt avstånd från inmarschen, men hans trovärdighet skadades av att flera av den äldre generation öppet och högljutt försvarade den sovjetiska inmarschen (däribland den förre partiledaren Hilding Hagberg). Under 1970-talet förändrades attityden till Sovjetunionen inom flera av de europeiska kommunistpartierna under intryck av eurokommunismen.
År 1970 bröt ungdomsförbundet med partiet och ett nytt ungdomsförbund bildades.

### Partisplittring (1977)
Den senaste större splittringen kom 1977 när den mer Moskvatrogna "gammelkommunistiska"-fraktionen tröttnade på partiets förändringsprocess. Ungefär en fjärdedel av medlemmarna och två av dess riksdagsledamöter skapade utbrytarpartiet Arbetarpartiet Kommunisterna (APK). Detta kan ha bidragit till att den borgerliga regeringen fick sitta kvar efter det ytterligt jämna riksdagsvalet 1979; utbrytarna kom inte in i Sveriges riksdag, men om deras röster tillfallit VPK hade det socialistiska blocket kunnat få majoritet. Trots splittringen fortsatte oklarheten gällande avsaknaden av demokrati inom östblocket att känneteckna den interna debatten inom VPK, då delar av partiet ansåg att Sovjetunionen och länderna med planekonomi varit en socialistisk motkraft mot imperialism och kapitalism.

### Lars Werner (1975–1993)

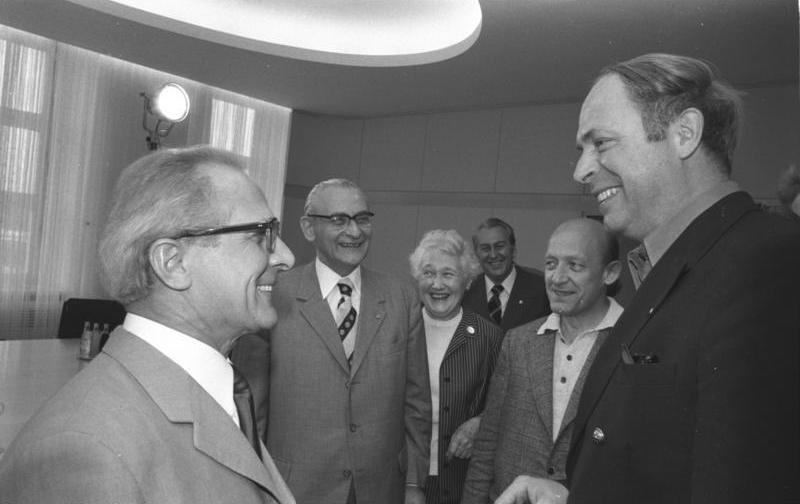
Lars Werner (ordförande 1975–1993), till höger i bild, träffar Erich Honecker under ett besök i Östtyskland 1974.

Två år innan splittringen hade Lars Werner tagit över partiledarposten. Werner sågs som en kompromisskandidat men det kunde alltså inte hejda splittringen. Men ändå blev det en viss tillbakagång i partiets inställning till de statsbärande kommunistpartierna. Officiellt ville man betona sitt oberoende, men på ett något ambivalent sätt bibehölls och återupptogs de vänskapliga förbindelserna till broderpartier inom Sovjetunionens intressesfär och i synnerhet till Sovjetunionens kommunistiska parti. VPK kritiserade öppet sidor av den sovjetiska politiken som exempelvis Warszawapaktens invasion av Tjeckoslovakien 1968 och invasionen av Afghanistan. 
Enligt dokument från SUKP centralkommittés arkiv fick VPK trots detta fortfarande inofficiellt bistånd i form av betalda tjänster som skulle synas mindre i räkenskaperna, enligt ett arkiverat mötesprotokoll från då VPK:s partisekreterare Bo Hammar mötte ambassadrådet Jevgenij Rymko. Detta bestod av bistånd i form av betalda resekostnader till Vietnams kommunistpartis kongress, sjukhusvård i Sovjetunionen för en av VPK:s partimedlemmar och fiktiva beställningar av produkter från företag som ägdes av VPK. Dessa förbindelser odlades fram till Sovjetunionens upplösning. En rädsla för att utbrytarna i APK, från 1977 och framöver ta över kontakterna med partierna i de kommunistiskt styrda länderna spelade in som en drivande orsak till den ändrade hållningen.[källa behövs] Under 80-talet hade VPK goda förbindelser med regimen i Nordkorea och man utväxlade telegram med gratulationer. År 1983 besökte Lars Werner och Bo Hammar Nordkorea. År 1987 skickade Werner och VPK gratulationer till Kim Il-sung på dennes 75-årsdag.
Under folkomröstningen om kärnkraften 1980 kampanjade VPK för Linje 3, som förespråkade kärnkraftens avveckling inom tio år. Kampanjen leddes av Lennart Daléus och genomfördes tillsammans med kärnkraftskritiska Centerpartiet och KDS, men förlorade omröstningen med 38,7 procent av rösterna mot 39,1 procent för Linje 2, som förespråkade en successiv avveckling.
I riksdagspolitiken bröts den tidigare isoleringen av dåvarande VPK 1982 i och med att partiet sade nej till den föreslagna momshöjningen som föreslogs av den dåvarande socialdemokratiska regeringen Palme för att finansiera vallöftena. Istället fick partiet efter förhandlingar mellan Palme och Werner från riksdagens talarstol igenom höjda livsmedelssubventioner som kompensation för momshöjningen samt höjd tobaksskatt för att finansiera dessa subventioner.
Werner var populär bland väljarna, och i en opinionsundersökning 1988 gav 25 procent av de tillfrågade högsta poäng till honom bland Sveriges dåvarande partiledare. Detta ledde dock endast till två nya mandat i 1988 års riksdagsval, där partiet erhöll 5,84 procent av rösterna.
Vid regeringskrisen 1990 röstade partiet tillsammans med de borgerliga ned den sittande S-regeringens förslag, som innebar ett krispaket med bland annat strejkförbud och lönestopp. Detta fick till följd att regeringen avgick, men med tanke på att det inte fanns något underlag för en borgerlig trepartiregering, på grund av riksdagens socialistiska majoritet, avlöstes denna regering efter fjorton dagar av en ny S-regering, som VPK stödde i riksdagen vid regeringsbildningen.
Efter realsocialismens sammanbrott i Östeuropa strök partiet 1990 kommunismen ur partinamnet och partiprogrammet. I valet 1991 efter namnbytet gick partiet tillbaka till endast 4,51% av rösterna, det lägsta valresultatet sedan 1968, och Socialdemokraterna förlorade regeringsmakten till de borgerliga, vilket gjorde att Vänsterpartiet förlorade det inflytande partiet haft sedan 1982.

### Gudrun Schyman (1993–2003)

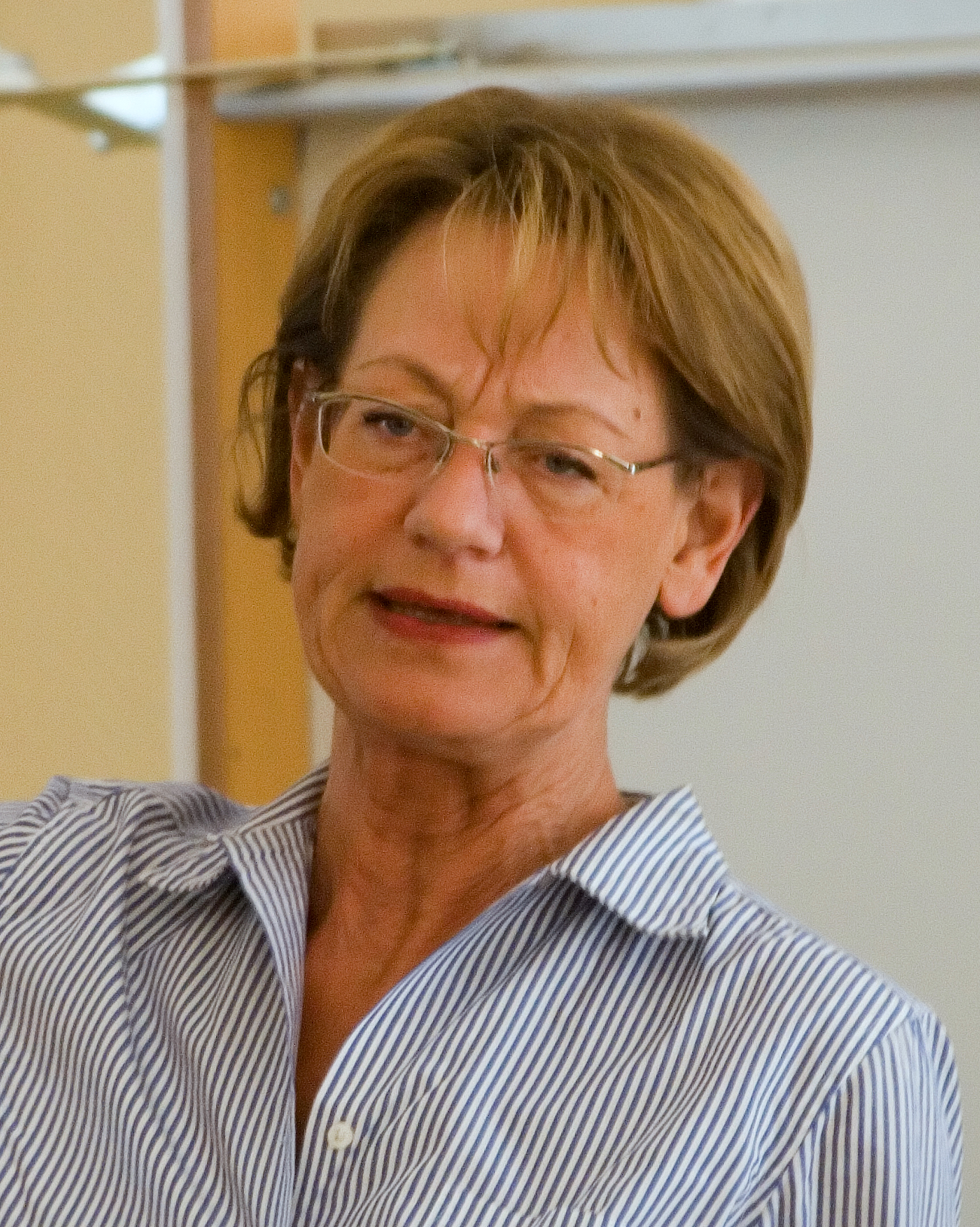
Gudrun Schyman, ordförande 1993–2003.

I januari 1993 valdes Gudrun Schyman till Lars Werners efterträdare. Vid riksdagsvalet 1994 gick partiet framåt och fick 6,16%, samtidigt som riksdagen återigen fick en socialistisk majoritet, och Vänsterpartiet kunde därmed inleda ett budgetsamarbete med Socialdemokraterna som ännu en gång bildat regering. Partiet fick då igenom en höjd fastighetsskatt, högre skatt på koldioxidutsläpp, kärnkraft och vattenkraft, samt ekonomisk kompensation för mindre jordbruk som drabbades av de höjda fastighetsskatten. I utbyte mot dessa eftergifter släpptes krav på höjd bolagsskatt och högre skatt för höginkomsttagare. Dock blev budgetsamarbetet kortvarigt då finansminister Göran Persson valde att istället göra upp med Centerpartiet våren 1995. 1997 ingick partiet i en energiuppgörelse med Socialdemokraterna och Centerpartiet som innebar att båda reaktorerna i Barsebäck stängdes 1999 respektive 2005.
Gudrun Schyman var partiledare för Vänsterpartiet när Sverige 1994 folkomröstade om att gå med i EU eller inte. Vänsterpartiet stod på nej-sidan och skrev bland annat i sitt valmanifest att ett medlemskap skulle urholka demokratin och hota en politik för välfärd och social rättvisa. Folkomröstningen om svenskt medlemskap gav till slut en seger för ja-sidan med drygt 52 procent av rösterna mot nej-sidans knappa 47 procent.
Vänsterpartiet växte sedan under Gudrun Schymans partiledarskap till Sveriges tredje största politiska parti. Vid riksdagsvalet 1998 erhöll det 12 procent av väljarnas röster. Schyman positivt särbehandlade vidare de förnyare inom partiet som inte såg sig själva som kommunister. 2000 höll Schyman ett tal som bland annat innehöll formuleringen "Vi har en gång för alla brutit med den kommunistiska traditionen. Vi avvisar Lenins parti- och statsteori. Vi avvisar de kommunistiska teorierna om den väpnade revolutionen, partiets ledande roll och enpartivälde och planekonomi". Talet kom att kallas "kommunismen är död-talet" och skapade stor splittring inom partiet och Schyman hamnade på kollisionskurs med flera ledande partiföreträdare, däribland dåvarande partisekreterare Lars Ohly.
Efter att under decennier ha varit ett passivt stödparti till Socialdemokraterna blev Vänsterpartiet allt ifrån 1998 ett mer aktivt stödparti, och kunde tillsammans med Miljöpartiet sluta formella samarbetsavtal om den ekonomiska politiken med den socialdemokratiska Regeringen Persson. Partiet kunde därmed 1998–2002 infria 47 procent av 115 explicita löften, och delvis genomföra (genom minst en motion) ytterligare 40 procent.
I januari 2003 avgick den populära Gudrun Schyman efter en uppmärksammad skattetvist, och hon efterträddes tillfälligt av Ulla Hoffmann. Samma år publicerades ett upprop under rubriken Vägval Vänster i partiets interntidning Vänsterpress, som en del av den interna maktkampen mellan så kallade förnyare och traditionalister. Flera av dem som undertecknade uppropet hade riksdagsuppdrag och andra ledande positioner inom partiet, som till exempel Johan Lönnroth, dåvarande ledamot i programkommittén.
Mot slutet av Schymans partiledarskap hade Vänsterpartiet börjat backa i opinionen. Schyman lämnade Vänsterpartiet den 7 december 2004 och satt fram till valet 2006 som politisk vilde i riksdagen. Gudrun Schyman gick sedan över till det nybildade partiet Feministiskt initiativ som grundades i april 2005.

### Ulla Hoffman (2003–2004)
Efter att Gudrun Schyman avgått 2003 efterträddes hon av Ulla Hoffmann som var tillförordnad partiledare till dess att Lars Ohly tillträdde 2004.
Hoffman ledde partiet under folkomröstningen om införande av euron i Sverige 2003, som blev en seger för nej-sidan som Vänsterpartiet tillhörde. Under valrörelsen var Vänsterpartiets kommande ledare Jonas Sjöstedt partiets kampanjledare.
Ulla Hoffmann har skrivit boken Som en skänk från ovan – Politiken bakom pensionssveket. Hoffmann var medlem i den grupp som regeringen utsåg att ta fram ett förslag till ett nytt pensionssystem. I boken kritiserar hon det nya pensionssystemet tillkomst och skildrar hur beslutet att reformera pensionssystemet drevs igenom.

### Lars Ohly (2004–2012)

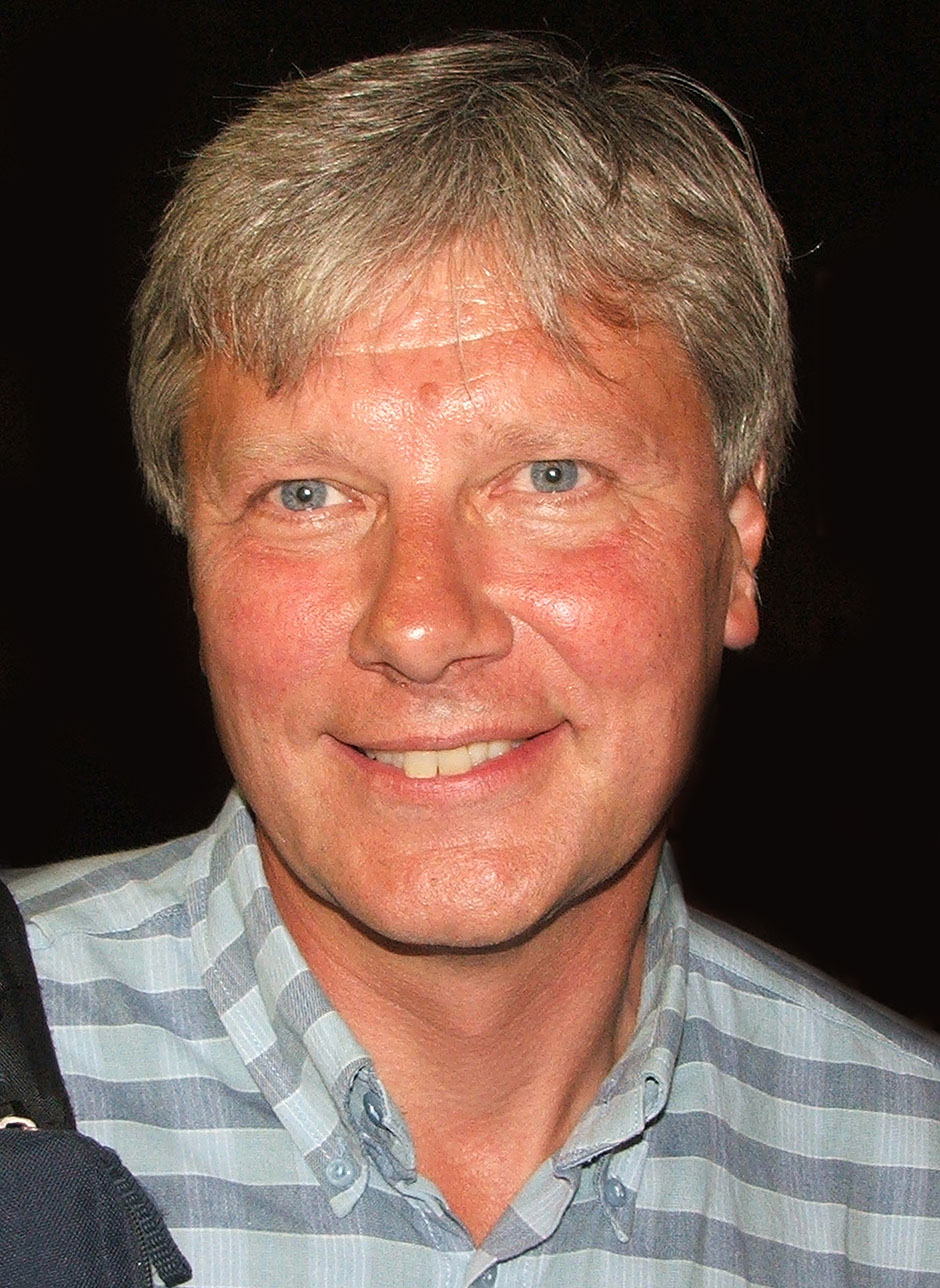
Lars Ohly, ordförande 2004–2012.

På kongressen i februari 2004 led "förnyarna" ett svidande nederlag. De förlorade omröstningen om partiprogrammet och många av dem som ursprungligen undertecknat uppropet blev inte omvalda. Samtidigt valdes Lars Ohly till partiledare. Senare avslöjade tidningen Flamman ett hemligt strategidokument, Plan B, som bland annat riksdagsledamoten Karin Svensson Smith officiellt sagt sig ha varit med och tagit fram. I mitten av maj 2004 bildade man den ekonomiska föreningen Vägval Vänster, med säte i Uddevalla, ordförande blev Johan Lönnroth.
2006 sammanträdde en ny partikongress. I sitt öppningsanförande på kongressen påtalade Lars Ohly att fraktionsbildarna i Vägval Vänster skadade partiet med sina ageranden och öppna strid i media. Kongressen ansågs konsolidera partiet genom att markera slutpunkten för de interna striderna samtidigt som partiets vänsterprofil stärktes med antagandet av en valplattform som bland annat innehöll krav om ökade satsningar på den offentliga sektorn. Riksdagsvalet 2006 blev en tillbakagång för partiet med endast 5,85% och ledde till ett maktskifte, vilket fick till följd att partiet förlorade sitt tidigare inflytande.
År 2008–2010 samarbetade Vänsterpartiet med Socialdemokraterna och Miljöpartiet i det rödgröna samarbetet. Målet med samarbetet var att byta regering i valet 2010. Partiet gick dock tillbaka med endast 5,60% av rösterna, utan att lyckas avsätta Reinfeldt och den borgerliga Alliansregeringen.
I januari 2018 lämnade Lars Ohly Vänsterpartiet i protest efter att anklagelser om sexuella trakasserier riktats mot honom.

### Jonas Sjöstedt (2012–2020)

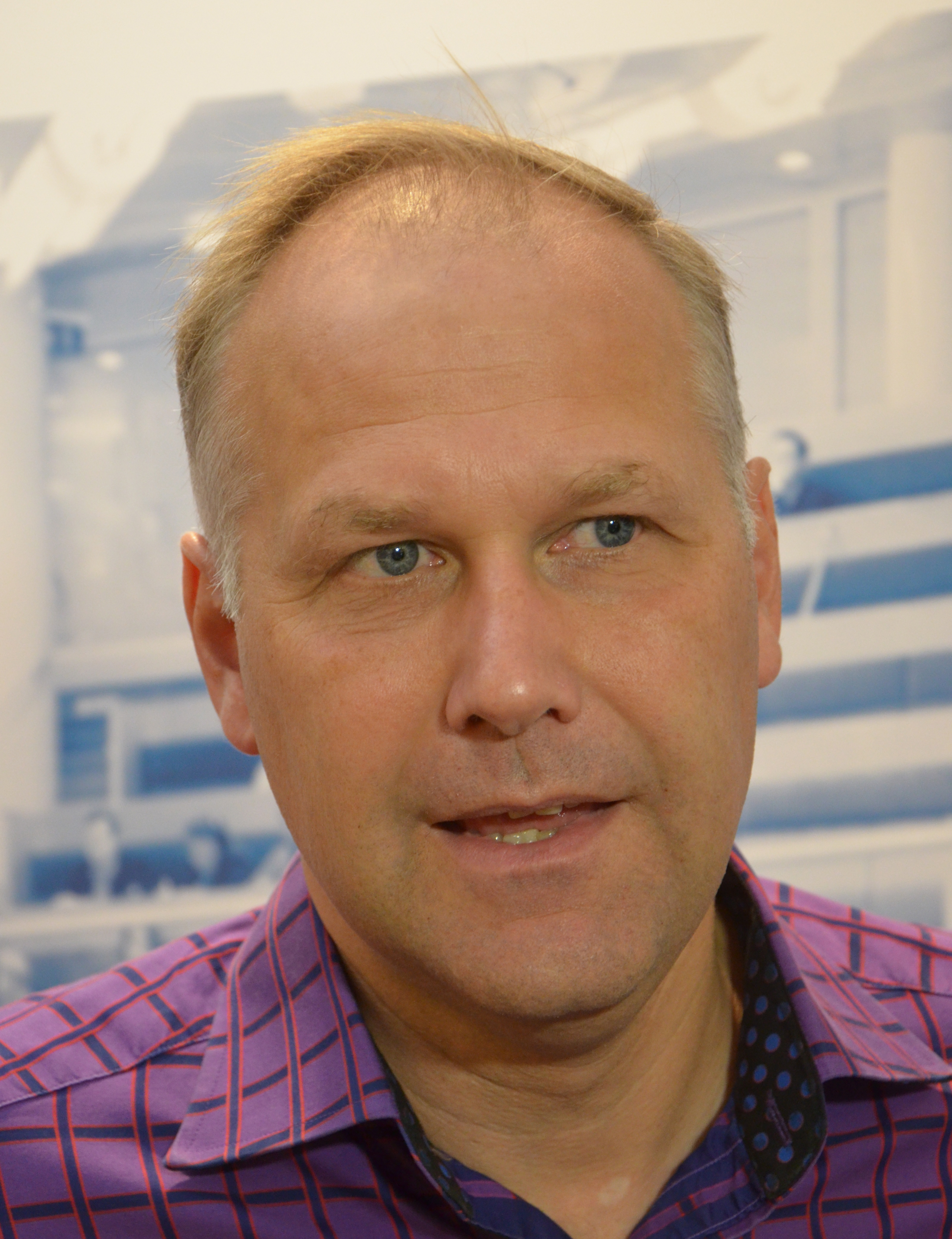
Jonas Sjöstedt, ordförande 2012–2020.

Den 5 juli 2011 meddelade Jonas Sjöstedt att han ställer upp som kandidat till partiledarposten i Vänsterpartiet. Den 10 december 2011 föreslog valberedningen honom som partiledare och den 6 januari 2012 valdes Sjöstedt till ny ordförande i partiet. I sitt avslutningstal vid kongressen förkunnade Sjöstedt att vänsterpartiets mål är den demokratiska socialismen. Valet av Sjöstedt blev en seger för förnyarna då den nya partiledaren sedan tidigare gjort sig känd som en sådan.
Valet av Jonas Sjöstedt hade föregåtts av en valprocess under hösten 2011 där fyra kandidater öppet meddelat att de kandiderade till att bli ny partiledare. Utöver Jonas Sjöstedt kandiderade även Rossana Dinamarca, Ulla Andersson och Hans Linde. Den öppna valprocessen, även Miljöpartiet och Centerpartiet genomförde liknande partiledarval, välkomnades av många debattörer, i jämförelse med exempelvis Socialdemokraterna där valet av Håkan Juholt som ny partiledare i mars 2011 hade föregåtts av en mer sluten process.
Den 4 februari 2012 valdes Aron Etzler till ny partisekreterare. Etzler var tidigare chefredaktör för den socialistiska tidningen Flamman. Samma år bildade partiet ett eget kvinnonätverk med syftet att stärka feminismen inom partiet och lyfta upp de feministiska frågorna på den politiska dagordningen. Ida Gabrielsson, som tidigare lett Ung vänster, har sedan starten varit ordförande för kvinnonätverket. Efter valet 2014 tillsatte Vänsterpartiets mer än 50 procent kvinnor bland ledamöter på alla nivåer i kommun, landsting och riksdag. 57,9 procent kvinnor i landstingsfullmäktige, 50,7 procent i kommunfullmäktige och 57 procent i riksdagsgruppen. Inför valet var det också ett uttalat mål efter att partiet satt helt jämställda listor på alla nivåer, samtidigt som även partistyrelsen och det verkställande utskottet hade en majoritet kvinnor.
I riksdagsvalet 2014 fick Vänsterpartiet 5,7 procent av rösterna, en ökning med 0,1 procentenheter från valet fyra år tidigare. I partiets egna valutvärdering sågs resultatet som en besvikelse, men samtidigt gjorde partiet ett starkare resultat i kommun- och landstingsvalen. Under valkampanjen lyfte partiet framförallt fram frågan om vinster i välfärden, vilket ledde till intern kritik. I landstinget landade rikssnittet på 7,08 procent i väljarstöd och i kommunvalet röstade 6,44 procent på Vänsterpartiet.
Efter riksdagsvalet 2014 behövde den nyvalda regeringen med Socialdemokraterna och Miljöpartiet stöd för att få igenom sin politik i riksdagen och vände sig till Vänsterpartiet, som inte fick ingå i själva regeringssamarbetet. Men för att partiet skulle förhandla med regeringen om kommande budgetar krävde Vänsterpartiet en överenskommelse om en välfärd utan vinstintresse. Regeringen gick med på det och i december 2017 skrev Ali Esbati (V) och Ardalan Shekarabi (S) på DN debatt att skattepengar i välfärden inte ska gå till vinstjakt. Därför ska regeringen tillsammans med Vänsterpartiet lägga en proposition i riksdagen "om tillstånd för att motta offentliga medel inom skolväsendet, inklusive vuxenutbildningen och inom socialtjänstens områden, exempelvis inom äldre- och funktionshinderomsorgen". Partierna kom också överens om att tillsätta en utredning som ska föreslå hur man ska se till att skattemedel används till det de är avsedda för inom hälso- och sjukvårdssektorn, skrev Shekarabi och Esbati i debattartikeln. Propositionen lades fram i mars 2018. Men en majoritet av riksdagens partier var emot förslaget om vinstbegränsningar och efterlyste istället skarpare kvalitetskrav i välfärden.
Från 2014 till 2019 förhandlade Vänsterpartiet med regeringen Löfven om budgeten. Under mandatperioden 2014-2018 fick partiet igenom flera reformer, som till exempel tio årliga miljarder för att förstärka välfärden i kommuner och landsting, CSN-lån till körkort och glasögonbidrag till barn- och unga. Samarbetet tog slut i och med att Socialdemokraterna och Miljöpartiet slöt Januariavtalet med Centerpartiet och Liberalerna.
Från 2011 till december 2012 stöttade biståndsorganisation Vänsterns internationella forum, VIF, som är knuten till Vänsterpartiet, den ukrainska organisationen Borotba som enligt VIF var ett antinazistiskt och feministiskt vänsterparti. Enligt FOI är organisationen knuten till Vladimir Putins maktspel med betydande inslag av separatism och Sovjetnostalgi. 
Projektet avslutades formellt december 2014, då SIDA-projektet avslutades, och det framgår att VIF blev lurade av Borotbas grundare.

### Nooshi Dadgostar (2020–)

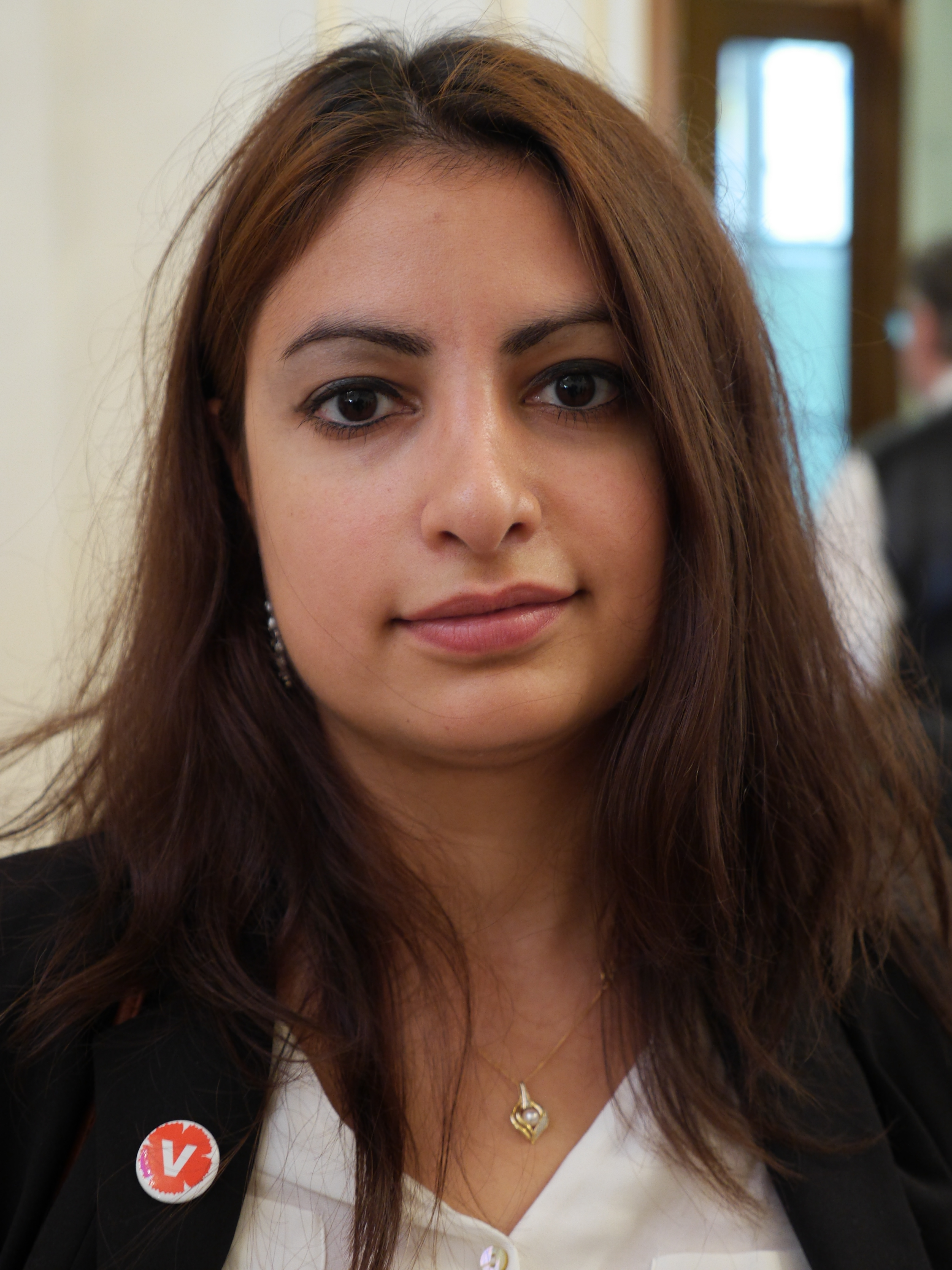
Nooshi Dadgostar, ordförande 2020-.

Den 31 oktober 2020 utsågs Nooshi Dadgostar enhälligt till ny partiordförande. Vänsterpartiet vägrade acceptera regeringen Löfven II:s förslag på marknadshyror för nyproduktion av lägenheter, något som ingick i uppgörelsen januariavtalet. Vänsterpartiet fick till en misstroendeomröstning som ledde till att regeringen avsattes i  regeringskrisen 2021, och ersattes av regeringen Löfven III. Under hösten gick Vänsterpartiet fram i opinionsundersökningarna och Nooshi Dadgostar fick höga resultat i förtroendemätningar.
Senvintern 2022 beslutade riksdagen om ett första stödpaket med vapen till Ukraina med anledning av Rysslands invasion. Vänsterpatiet var det enda partiet som inte stödde förslaget, men ändrade sig efter att flera företrädare för partiet kritiserade beslutet och öppnade upp för att stödja framtida vapenleveranser.
I riksdagsvalet 2022 fick partiet 6,7 procent av rösterna vilket innebar att de backade med 1,3 procentenheter från föregående val. I Vänsterpartiets valanalys angavs ställningstagandet mot vapenleveranser till Ukraina som ett av skälen till tillbakagången. Ett annat skäl som lyftes i analysen var de interna striderna om miljöpolitiken. Partiledningen hade drivit igenom att partiet skulle gå mer försiktigt fram med beskattning av fossila bränslen, i syfte att locka till sig en väljarbas på landsbygden, vilket tolkades som att de ville locka till sig väljare som normalt stöder Sverigedemokraterna på bekostnad av miljöpolitiken. Vänsterpartiets klimatpolitiske talesman Jens Holm hade våren 2022 valt att lämna uppdraget till följd av partiets kursändring.
Valet till Europaparlamentet 2024 blev en framgång för Vänsterpartiet som utökade från ett till två mandat. De två mandaten intogs av Hanna Gedin och förra partiledaren Jonas Sjöstedt.

## Organisation

### Partisymbol
På partikongressen 2006 presenterades vänsterpartiets nya symbol/logotyp: ett vitt V i en röd, stiliserad nejlika med texten 'Vänsterpartiet' undertill. Både den röda färgen och nejlikan är symboler som sedan länge förknippats med den politiska vänstern. Efter kongressen 2012 uppdaterades symbolen genom att byta typsnitt på bokstaven, samt ta bort texten 'Vänsterpartiet'.
Den röda färgens betydelse som symbol för frihet och kamp går tillbaka till antiken. Den ses också som livets, kärlekens och upprorets färg. Under 1848 års revolutionära rörelser ansågs den röda färgen representera jämlikhet och social rättvisa. Det återspeglade i viss mån den borgerliga franska revolutionens krav från 1789 med dess devis frihet, jämlikhet, broderskap.
De revolutionära arbetarkvinnorna inom arbetarrörelsen, som först uppges ha valt den röda rosen som symbol, övergick snart till den röda nejlikan då den var ett enklare och billigare alternativ för det fattiga proletariatet. År 1889 beslöts att den 1 maj skulle vara arbetarrörelsens högtidsdag. Att kvinnorna smyckade sig med den röda nejlikan torde ha bidragit till att ge första maj dess prägel av högtid och fest. Med början i de tyskspråkiga delarna av Europa blev, mot 1800-talets slut, användningen av den röda nejlikan utbredd i de ursprungliga socialdemokratiska och socialistiska partierna.
I vår tid har socialdemokrater/socialister på flera håll behållit nejlikan som symbol, inte minst i den fackliga rörelsen, trots att bruket av den röda rosen nu har återtagits av många socialdemokratiska partier.
I Sverige introducerades den röda nejlikan som symbol år 1913 av det dåvarande Socialdemokratiska Ungdomsförbundet (SDUF), nuvarande Ung Vänster. När Vänsterpartiet senare bildades följde traditionen med nejlikan som demonstrationsmärke med. Från och med 1 maj 1918 blev den i tyg tillverkade nejlikan, vänsterns och kommunisternas demonstrationsmärke och den traditionen skulle bestå ända fram till 1941. På grund av textilransoneringen under andra världskriget måste man sedan övergå till märken av metall.
Den röda nejlikan var också vänsterns symbol i kampen mot fascismen i Europa. Ett tydligt exempel är den röda nejlikans självklara roll vid fascismens fall i Portugal 1974. I denna nejlikornas revolution förenades den demokratiska och sociala kampen med befrielsen från fascismen och upplösningen av Portugals kolonialvälde.

### Lokalföreningar
Vänsterpartiets medlemmar är organiserade i partiföreningar som samlas under ett av 27 distrikt som vanligen utgörs av partiföreningarna inom respektive län. 

### Partikongress
Partiets högsta beslutande organ är Kongressen, som sammanträder vartannat år. Mellan kongresserna är det partiledaren och partistyrelsen som leder partiet.

### Partiledare
Mellan 1917 och 1921 hade partiet ingen partiordförande, endast ordförande för arbetsutskottet.[källa behövs] Fram till och med kongressen 1964 utsågs partiordföranden av centralkommittén/partistyrelsen, därefter av kongressen.[källa behövs]
| Period    | Namn                          |
| --------- | ----------------------------- |
| 001917    | Carl Winberg och Zeth Höglund |
| 001918    | Ernst Åström och Karl Kilbom  |
| 1919–1920 | Zeth Höglund                  |
| 1921–1923 | Zeth Höglund och Karl Kilbom  |
| 1923–1924 | Zeth Höglund                  |
| 1924–1929 | Karl Kilbom och Nils Flyg     |
| 1929–1951 | Sven Linderot                 |
| 1951–1964 | Hilding Hagberg               |
| 1964–1975 | C.-H. Hermansson              |
| 1975–1993 | Lars Werner                   |
| 1993–2003 | Gudrun Schyman                |
| 2003–2004 | Ulla Hoffmann (tillförordnad) |
| 2004–2012 | Lars Ohly                     |
| 2012–2020 | Jonas Sjöstedt                |
| 2020–     | Nooshi Dadgostar              |

### Partisekreterare
| Period    | Namn               |
| --------- | ------------------ |
| 1917–1918 | Fredrik Ström      |
| 1927–1929 | Arvid Olsson       |
| 001929    | Oskar Samuelsson   |
| 1933–1937 | Fritjof Lager      |
| 1941–1948 | Gunnar Öhman       |
| 1948–1952 | Fritjof Lager      |
| ?         | C.-H. Hermansson   |
| 1964–1967 | Erik Karlsson      |
| 1967–1969 | Urban Karlsson     |
| 1969–1982 | Tore Forsberg      |
| 1982–1985 | Bo Hammar          |
| 1985–1993 | Kenneth Kvist      |
| 1993–1994 | Maggi Mikaelsson   |
| 1994–2000 | Lars Ohly          |
| 2000–2006 | Pernilla Zethraeus |
| 2006–2012 | Anki Ahlsten       |
| 2012–2025 | Aron Etzler        |
| 2025–     | Maria Forsberg     |

### Partistyrelse
Partistyrelsen är Vänsterpartiets högsta beslutande instans mellan kongresserna. Den leder verksamheten och fattar beslut om partiets politiska inriktning. Partistyrelsen består av ledamöter och suppleanter. Partiordföranden är direktvald av kongressen. Alla andra förtroendeuppdrag utses inom partistyrelsen. Verkställande utskottet (VU) består av sju ledamöter som utses inom partistyrelsen.
Partistyrelsens verkställande utskott 2022–2024
- Nooshi Dadgostar, ordförande
- Ida Gabrielsson, vice ordförande
- Aron Etzler, partisekreterare
- Hanna Gedin, biträdande partisekreterare
- Ali Esbati, ekonomisk-politisk talesperson
- Maria Forsberg, Sörmland
- Lisa Claesson, Skåne
- Carolina Gustafsson, Norrbotten[128]

Partistyrelsens övriga ledamöter 2022–2024

- Marta Aguirre, Storstockholm
- Pål Brunnström, Skåne
- Saga Carlgren, Gotland
- Lorena Delgado Varas, Storstockholm
- Kajsa Fredholm, Dalarna
- Samuel Gonzalez Westling, Gävleborg
- Tony Haddou, Göteborg
- Agneta Hansson, Västerbotten
- Ilyas Hassan, Storstockholm
- Elin Hoffner, Jämtlands län
- Gertrud Ingelman, Göteborg
- Hannah Klang, Göteborg
- Patrik Strand, Skåne
- Linn Wegemo, Västmanland
- Ciczie Weidby, Jönköpings län

### Finanser
Fördelning av Vänsterpartiets intäkter 2021
|  | Försäljning och lotterier (10 %) |

|  | Statligt partistöd (73 %) |

|  | Övriga intäkter (2 %) |

|  | Medlemsavgifter (5 %) |

|  | Donationer (10 %) |

Vänsterpartiet får sin största intäkt (73 %) från det statliga partistödet.

## Samverkande organisationer

### Ungdomar
Ung Vänster är Vänsterpartiets ungdomsförbund. Förbundet grundades 1903, men den nuvarande organisationen bildades formellt 1970. Förbundet beskriver sin ideologi som socialism och feminism på ekologisk grund.
Vänsterns Studentförbund (VSF) bildades 1998 och organiserade studenter och doktorander vid universitet och högskolor, samt folkhögskoleelever för socialism och feminism. VSF fattade beslut om avveckling 2020. Nya studentföreningar inom Vänsterpartiet har därefter tillkommit, bland annat inom partidistriktet Storstockholm, där Vänsterns studentförening har valt att behålla förkortningen VSF.

### Kristna
Partiet har inte längre någon nomineringsgrupp i Svenska kyrkan, utan har ersatts av nomineringsgruppen Vänstern i Svenska kyrkan (ViSK) som formellt sett är partipolitiskt obunden.

### Stiftelser
Stiftelsen Centrum för marxistiska samhällsstudier (CMS) bildades 1977 på initiativ av Vänsterpartiet kommunisterna, men är obundet av partiintressen och verkar i en öppen anda för att främja en bred vänsterdiskussion.
Stiftelsen Fristadsfonden bildades 1995 och finansierar juridiskt stöd i flyktingärenden.

### Media
Vänsterpartiet ger sedan 2013 ut tidningen Rött, som går ut till partiets medlemmar. Den har haft flera föregångare, bland annat Vänsterpress (1991–2012).[källa behövs]
Den oberoende socialistiska tidningen Flamman, från starten 1906 till 1998 med namnet Norrskensflamman, var partiorgan fram till partisplittringen 1977, men anses nu igen stå partiet nära.[källa behövs]

### Internationella samarbeten
I EU-parlamentet är Vänsterpartiet en del av Vänstergruppen. Partiet är inte medlem av Europeiska vänsterpartiet.

## Valresultat

### Riksdagsval

#### Riksdagsval per kommun

Resultat i riksdagsvalet 2022 på kommunnivå.

1973.
1976.
1979.
1982.
1985.
1988.
1991.
1994.
1998.
2002.
2006.
2010.
2014.
2018.

#### Riksdagsledamöter
Vid riksdagsvalet 2022 fick Vänsterpartiet 24 riksdagsmandat. Följande personer är riksdagsledamöter för partiet (2024):

- Andrea Andersson-Tay, Stockholms län
- Nadja Awad, Örebro län
- Nooshi Dadgostar, Stockholms län
- Lorena Delgado, Stockholms kommun
- Kajsa Fredholm, Dalarnas län
- Ida Gabrielsson, Stockholms kommun
- Samuel Gonzalez Westling, Gävleborgs län
- Hanna Gunnarsson, Skåne läns södra
- Tony Haddou, Göteborgs kommun
- Momodou Malcolm Jallow, Malmö kommun
- Lotta Johnsson Fornarve, Södermanlands län
- Maj Karlsson, Göteborgs kommun
- Birger Lahti, Norrbottens län
- Andreas Lennkvist Manriquez, Stockholms kommun
- Isabell Mixter, Västernorrlands län
- Gudrun Nordborg, Västerbottens län
- Daniel Riazat, Stockholms län
- Karin Rågsjö, Stockholms kommun
- Håkan Svenneling, Värmlands län
- Ilona Szatmári Waldau, Uppsala län
- Vasiliki Tsouplaki, Västmanlands län
- Ciczie Weidby, Jönköpings län
- Malin Östh, Östergötlands län
- Jessica Wetterling, Västra Götalands läns västra

### Landstingsval
Vid valet 2002 fick Vänsterpartiet 438 136 röster i hela landet (8,3 %). 

### Kommunalval
Vänsterpartiet fick i valen till kommunfullmäktige 2002 sammanlagt 437 788 röster (8,2%), vilket var en minskning med 2,0 procentenheter jämfört med valet 1998. I valen till kommunfullmäktige 2006 fick partiet 330 098 röster (6,0%).
|  |  |

### Europaparlamentet
I Europaparlamentsvalet 2019 erhöll Vänsterpartiet 6,8 procent av väljarnas röster och fick därmed ett mandat i parlamentet. I EU-valet 2024 ökade stödet då de fick 11,1 procent av rösterna och ytterligare ett mandat.
| Valår | Andel av rösterna | Antal mandat |
| ----- | ----------------- | ------------ |
| 1995  | 12,90 %           | 3            |
| 1999  | 15,80 %           | 3            |
| 2004  | 13,79 %           | 2            |
| 2009  | 5,66 %            | 1            |
| 2014  | 6,30 %            | 1            |
| 2019  | 6,80 %            | 1            |
| 2024  | 11,06 %           | 2            |

#### EU-parlamentariker
- Bengt Hurtig (1995)
- Jörn Svensson (1995–1999)
- Marianne Eriksson (1995–2004)
- Jonas Sjöstedt (1995–2006, 2024-)
- Herman Schmid (1999–2004)
- Eva-Britt Svensson (2004–2011)
- Jens Holm (2006–2009)
- Mikael Gustafsson (2011–2014)
- Malin Björk (2014–2024)
- Hanna Gedin (2024-)